# 竹塹明志書院
竹塹明志書院，前身原為乾隆二十六（1763年）由胡焯猷捐於今日新北市泰山區的泰山明志書院，隨著1781年淡水廳廳治在竹塹，本部遷至今日新竹市，1917年大火毀去。

## 沿革

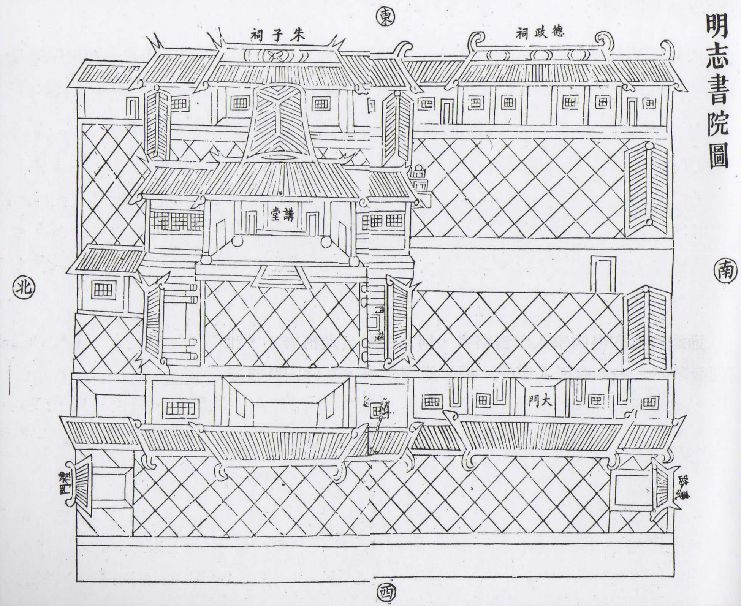
位於淡水廳治的新竹明志書院圖

乾隆四十六年（1781年），明志書院淡水廳設於廳治竹塹城，泰山書院仍保留但以新竹為校本部。
道光九年（1829年），鄭用錫任院長，鄭用錫曾考取道光三年三甲進士，號稱開臺進士，臺灣第一名進士。
道光十四年（1834年），鄭用錫赴京任官，鄭用錫族弟鄭用鑑接任院長；鄭用鑑於道光五年考中「拔貢」，成為北台灣地區首位「拔元」。次年循例在禮部複試，保和殿朝考---御前殿試，經取錄第七名( 台灣紀錄保持人)，宅第( 徵士第 )位於中正路北門街開台進士第對面。鄭用鑑執掌新竹明志書院三十年，臺北舉人陳維英受業於鄭用鑑，後陳維英掌教臺北及宜蘭仰山書院，名震臺北、宜蘭，故北宜文風間接受新竹明志書院影響。
光緒十七年（1891），光緒帝頒贈御筆匾額的金匾「澤普瀛儒」，暨冊封鄉賢。有「淡蘭文風冠全台」，稱呼的「北臺首學」。日治時期明治廿八年（1895年），新竹明志書院於市區改正時開闢道路（今西大路）而遭拆毀；第一任臺灣總督樺山資紀贈院長鄭用鑑題有「學界山斗」的匾額。明治四十一年（1908年），高松豐次郎等人合資築新竹第一家戲院「新竹座」於明志書院舊址，即今西門街與西大路交叉處，於大正六年（1917年）火災焚毀。
明志書院建立後，淡北中舉士子的數量增多，不僅逐年增加，甚至超過同時臺灣其他地區的發展。中舉士子以士紳身份投入地方各項活動，與教育相關的各項事功亦多，甚至於日治後負責漢文教育的機構是地方私塾、書房，使得竹塹地區的私塾數量冠於全臺。
2001年（民國90年），於書院原址闢建之明志書院停車場落成，新竹市長蔡仁堅揭牌落成紀念，以書院自1781年至1895年事蹟為題，作為書院創建220周年紀念；新竹市政府以書院之名創設竹塹明志獎，以表揚表現卓著的教師。